# 필리핀 한인납치단
필리핀 한인납치단은 필리핀에서 최소 19회에 걸쳐 한국인들을 납치하여 공갈 갈취하고 때로는 살해한 범죄조직이었다.

## 범인
주범은 최세용(1966년 7월 2일 ~ ). 공범으로 김종석(1969년 ~ 2012년), 김성곤(1972년 4월 24일 ~ )이었으며, 종범으로 김원빈(1993년 2월 20일 ~ ), 김원근(1973년 ~ ), 한국인 여성 한순진(1973년 ~ )과 필리핀 현지인 두 명이 있었다.
김원빈은 평범한 관광객이었으나, 김성곤 일당이 금품을 갈취할 목적으로 납치 당하지만, 그에게 돈이 없다는 것을 알게 된 이후 김성곤 일당은 강제로 자신의 일당으로 만들었고, 그렇게 김원빈은 김성곤 일당의 노예가 되었으며 현지 교민인 김원근도 끌어들였다.

## 범죄 행각
김종석, 최세용, 김성곤은 2007년 7월 9일 안양시 동안구 비산동의 환전소에서 여직원 임○연(1982년 ~ 2007년)을 살해(비산동 환전소 살인강도사건)하고 1억 8천 5백만 원을 강도한 뒤 필리핀으로 도주했다. 이 과정에서 보다 강도질을 편하게 하기 위해 공범인 전실장에게 시켜서 환전소장의 자가용의 타이어를 송곳을 이용해 구멍을 뚫게 했고 이로 인해 환전소장은 자가용을 수리해야 하는 사유로 지각했으며 환전소장이 환전소에 도착했을 때 여직원 임씨는 이미 참수가 된 채로 변사체로 발견되었다.
이 혐의로 현상수배된 최세용 일당은 필리핀으로 해외도피를 했는데 도피중인 신분임에도 불구하고 정신을 못 차리고 필리핀에 관광 온 한인들을 상대로 납치행각을 시작했다. 납치한 피해자에게 마약을 투여시키거나 현지 여자와 강제로 성관계를 하게 하여(필리핀은 간통죄가 무겁게 처벌된다. 특히 미성년자 간통죄는 무기징역이다.) 협박거리를 만들고 한국의 가족들에게 거액을 요구하는 것이 범죄 수법이었다.
2010년 8월, 납치단 일당은 공군 소령 출신의 윤철완(1974년 ~ ? )을 납치하고 윤철완의 동생에게 신용카드를 스캔받아 3460만원을 인출했다.
이후 3인방은 말레이시아에서 김원빈이 돈이 될 것이라 보고 구타 납치했는데 금품을 갈취할 건덕지가 없자 범행에 가담시켜 공범으로 만들었다.
2011년 9월 홍석동(1981년 ~ 2011년)을 납치하여 홍석동의 부모에게 연락해 금품을 갈취했고, 나중에 김종석은 홍석동의 가족에게 전화해 홍석동이 죽었으니 뼈라도 가져가려면 돈 천만 원을 달러로 준비해서 내놓으라 협박했다. 이 과정에서 이를 경찰과 같이 수사하던 딴지일보의 존재를 눈치채고 딴지일보에 자신들의 근황을 제보하면 재미없다고 협박했다. 그러나 이 시기에 이들의 범죄행각은 딴지일보 외에도 리그베다 위키, 디시인사이드 등에 널리 알려진 이후였다.

## 체포 및 재판
2011년 11월 30일 일당은 필리핀 마닐라의 환전소를 권총강도했다가 다음달 12월 14일 김성곤과 김원빈이 체포되었다. 김성곤은 12월 26일 탈옥했고 김원빈은 한국으로 송환되었다. 김원빈은 살인혐의는 적용되지 않고 납치혐의만 적용되어 징역 10년형을 선고받았으며 맨 처음 붙잡힌 김원근은 도합 징역 8년 6월이 선고됐다. 이후 김종석은 2012년 10월 8일 총격전 끝에 체포되었으나 그날 밤 구치소에서 목을 매고 자살했다. 2012년 납치단 총책 격인 최세용이 태국에서 검거되었고, 한국으로 임시송환되어 2013년 10월 25일 검찰에 송치되었다. 그리고 마지막 남은 납치단 멤버 김성곤이 2015년 5월 필리핀에서 검거되어 필리핀 세부시립교도소에 수감되었다. 최세용과 김성곤은 이미 죽은 김종석에게 모든 강력범죄 혐의를 떠넘기고 모르쇠로 일관하고 있다.
2013년 말, 김원빈의 감방 동료였던 아무개가 출소한 뒤 김원빈에게 납치단이 한국인 관광객들을 살해한 뒤 아파트 공사장에 공구리했다는 사실을 들었다고 경찰에 제보했다. 2014년, 문제의 아파트 바닥을 깨고 발굴작업이 진행된 결과 백골사체 두 구가 발견되었다. 시체 한 구는 홍석동이었고, 나머지 한 구는 2010년 실종되었던 공무원 김용열(1960년 ~ 2010년)이었다.
납치당한 사람들 중 몇 명은 몸값을 내고 풀려나기도 했다. 2014년 현재 사망이 확인된 납치 피해자는 사체가 발견된 홍석동과 김용열이고, 비슷한 시기 실종된 장모씨(1970년 ~ ?), 강 모씨, 안세립도 사망한 것으로 간주되고 있다. 윤철완을 비롯해 또다른 납치피해 실종자 송모씨의 흔적은 아직 오리무중이다. 이 강도단이 1인당 평균 살인수가 4명이 넘었고 이들 모두가 살해한 사람의 숫자는 안양 환전소 여직원 임씨를 포함해 10명이 훨씬 넘었다.
이후 김성곤과 최세용은 한국으로 압송되었다. 재판 결과 김성곤, 최세용은 각 무기징역, 김원빈은 도합 징역 22년, 김원근은 도합 징역 28년이 각각 선고되었다.
참고로 이 사건의 수사에 딴지일보도 동참했다.

## 같이 보기
- 지존파 사건